# エッジコム郡 (ノースカロライナ州)
エッジコム郡（英: Edgecombe County）は、アメリカ合衆国ノースカロライナ州にある郡である。人口は4万8900人（2020年） 。郡庁所在地はターボロであり、同郡で人口最大の都市はナッシュ郡に跨るロッキーマウントである。
エッジコム郡はロッキーマウント都市圏に属している。

## 歴史
エッジコム郡は1741年にバーティ郡から分離して設立された。郡名は、1741年から1742年までイギリスの議会議員を務め、財務大臣となり、1742年には初代エッジカム男爵に叙されたリチャード・エッジカムに因んで名付けられた。
1746年、エッジコム郡の一部がグランビル郡となり、1758年には別の部分がハリファックス郡に、1777年にはまた別の部分がナッシュ郡になった。1855年、エッジコム郡、ジョンストン郡、ナッシュ郡、ウェイン郡のそれぞれ部分を合わせてウィルソン郡が設立された。エッジコム郡は現在の大きさになった。
エッジコム郡の昔はタスカローラ族インディアンが住んでいた。その大半は18世紀に現在のニューヨーク州に移住したが、その子孫が現在も郡内の幾つかの部分に住んでいる。

## 郡政府
エッジコム郡は、地域自治体の組織であるアッパー・コースタル・プレーン自治体委員会のメンバーである。	

## 地理
アメリカ合衆国国勢調査局に拠れば、郡域全面積は507平方マイル (1,313.1 km2)であり、このうち陸地505平方マイル (1,307.9 km2)、水域は2平方マイル (5.2 km2)で水域率は0.31%である。

### 郡区
エッジコム郡は14の郡区に分割され、それぞれ番号が付けられている。第1郡区はターボロ、第2郡区はローワーコーントー、第3郡区はアッパーコーントー、第4郡区はディープクリーク、第5郡区はローワーフィッシングクリーク、第6郡区はアッパーフィッシングクリーク、第7郡区はスウィフトクリーク、第8郡区はスパータ、第9郡区はオッタークリーク、第10郡区はローワータウンクリーク、第11郡区はウォルナットクリーク、第12郡区はロッキーマウント、第13郡区はコーキー、第14郡区はアッパータウンクリークである。

### 主要高規格道路
- アメリカ国道13号線
- アメリカ国道64号線
- アメリカ国道258号線
- アメリカ国道301号線
- ノースカロライナ州道11号線
- ノースカロライナ州道33号線
- ノースカロライナ州道42号線
- ノースカロライナ州道43号線
- ノースカロライナ州道97号線
- ノースカロライナ州道111号線
- ノースカロライナ州道122号線
- ノースカロライナ州道124号線
- ノースカロライナ州道142号線

### 隣接する郡
- ハリファックス郡 - 北東
- マーティン郡 - 東
- ピット郡 - 南東
- ウィルソン郡 - 南西
- ナッシュ郡 - 北西

## 人口動態
以下は2000年の国勢調査による人口統計データである。
| 基礎データ - 人口: 55,606人 - 世帯数: 20,392 世帯 - 家族数: 14,804 家族 - 人口密度: 43人/km2（110人/mi2） - 住居数: 24,002軒 - 住居密度: 18軒/km2（48軒/mi2） 人種別人口構成 - 白人: 40.06% - アフリカン・アメリカン: 57.46% - ネイティブ・アメリカン: 0.20% - アジア人: 0.13% - 太平洋諸島系: 0.01% - その他の人種: 1.56% - 混血: 0.58% - ヒスパニック・ラテン系: 2.79% | 年齢別人口構成 - 18歳未満: 27.1% - 18-24歳: 8.6% - 25-44歳: 28.4% - 45-64歳: 23.4% - 65歳以上: 12.5% - 年齢の中央値: 36歳 - 性比（女性100人あたり男性の人口） - 総人口: 86.8 - 18歳以上: 80.8 世帯と家族（対世帯数） - 18歳未満の子供がいる: 32.8% - 結婚・同居している夫婦: 46.2% - 未婚・離婚・死別女性が世帯主: 21.5% - 非家族世帯: 27.4% - 単身世帯: 24.0% - 65歳以上の老人1人暮らし: 10.1% - 平均構成人数 - 世帯: 2.67人 - 家族: 3.16人 | 収入と家計 - 収入の中央値 - 世帯: 30,983米ドル - 家族: 35,902米ドル - 性別 - 男性: 27,300米ドル - 女性: 21,649米ドル - 人口1人あたり収入: 14,435米ドル - 貧困線以下 - 対人口: 19.6% - 対家族数: 16.0% - 18歳未満: 27.5% - 65歳以上: 18.4% |

## 都市と町

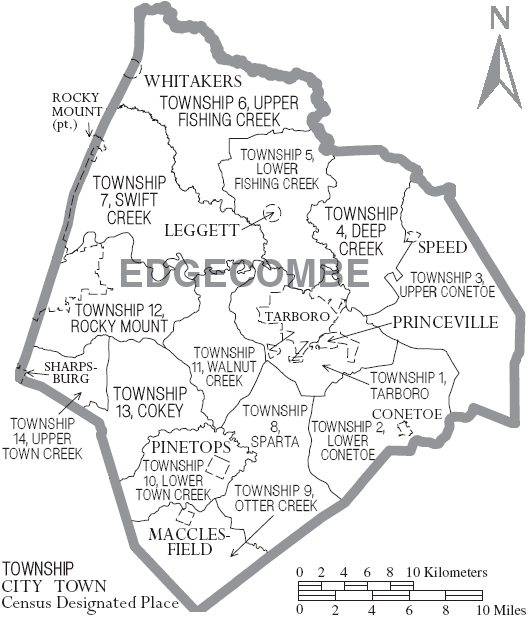
エッジコム郡の自治体と郡区

| - コーントー - レゲット - マックルズフィールド - パイントップス | - プリンスビル - ロッキーマウント - シャープスバーグ - スピード | - ターボロ - 郡庁所在地 - ウィテカーズ - ハウスビル |

## 教育
エッジコム郡公共教育学区には幼稚園前から12年生まで15の学校がある。高校5校、中学校4校、小学校6校である。元エッジコム郡教育学区とターボロシティ教育学区が1993年に合併して現在の形になった。
郡内にはエッジコム・コミュニティカレッジがあり、ターボロとロッキーマウントの2つのキャンパスがある。